# Reitteria balcanica
Reitteria balcanica là một loài bọ cánh cứng trong họ Endomychidae. Loài này được Karaman miêu tả khoa học năm 1936.